# Nikolaj Andrianov
Nikolaj Jefimovitj Andrianov (russisk: Никола́й Ефи́мович Андриа́нов) (født 14. oktober 1952, død 21. marts 2011) var en sovjetisk/russisk gymnast, der har vundet i alt 15 OL-medaljer, hvilket var rekord for en mandlig atlet, indtil Michael Phelps i 2008 passerede rekorden. Han er nu samlet nummer tre på listen over flest vundne OL-medaljer efter Phelps med 16 og Larisa Latynina, der har vundet 18 OL-medaljer. Andrianov var desuden den mest vindende atlet under sommer-OL 1976 i Montreal.

## Opvækst og olympiske karriere
Andrianov kom på sportsskole i Vladimir som 11-årig. Her blev han trænet af den anerkendte Nikolaj Tolkatjov. Den første store præstation leverede Andrianov ved EM i atletik i 1971 i Madrid, hvor han vandt to guldmedaljer. Gennem hele 1970'erne leverede han nu en stribe store resultater ved internationale konkurrencer, både EM, VM og OL. Hans første OL-medalje var af guld og blev vundet i 1972 i München i øvelser på gulv. Ved de samme lege vandt han bronze i spring over hest samt sølv i holdkonkurrencen.Ved de følgende to olympiske lege dominerede Andrianov konkurrencerne. 
Under OL 1976 i Montreal vandt han således fire guldmedaljer, herunder den samlede konkurrence, samt to sølv- og en bronzemedalje. Rekorden med fire guldmedaljer ved samme lege bestod, indtil Vitalij Sjtjerbo vandt seks i 1992. Ved sommer-OL 1980 vandt Andrianov to guld-, to sølv- og en bronzemedalje. 
Han aflagde Det Olympiske løfte på vegne af atleterne ved OL 1980 i Moskva. Ved disse lege vandt han syv medaljer: tre bronze, to sølv og to guld. Guldmedaljerne vandt han i spring over hest samt holdkonkurrencen. Kort efter legene trak han sig tilbage som aktiv gymnast.

## Livet efter den aktive karriere
Nikolaj Andrianov blev gift med en ligeledes kendt gymnast, Ljubov Burda, der var dobbelt olympisk mester. Parret fik to sønner. Andrianov og Burda blev begge optaget i gymnastikkens Hall of Fame i 2001.
I perioden 1994-2002 var Andrianov træner for Japans olympiske gymnastikhold; han var blevet inviteret til dette af sin tidligere rival Mitsuo Tsukahara. I denne sammenhæng trænede Andrianov blandt andet Tsukaharas søn Naoya Tsukahara og ifølge både far og søn havde han en meget stor andel i, at Naoyas færdigheder og selvtillid nåede et niveau, der bragte ham i verdenseliten. I 2002 blev Nikolaj Andrianov leder af gymnastikafdelingen på sin gamle sportsskole i Vladimir. 
Nogle år før sin død kom Andrianov til at lide af multipel system atrofi, og i de sidste måneder af sit liv var han ude af stand til at bevæge sine arme og ben samt til at tale.

## Resultater
| År   | Begivenhed            | Samlet | Hold | Gulv | Sving | Ringe | Hest | Barre | Reck |
| ---- | --------------------- | ------ | ---- | ---- | ----- | ----- | ---- | ----- | ---- |
| 1971 | EM                    | 3      |      | 3    | 1     | 2     | 1    | 2     |      |
| 1971 | Sovjetiske mesterskab |        |      |      |       |       | 1    |       |      |
| 1972 | Sovjetiske mesterskab | 1      |      | 1    | 2     | 2     | 2    | 2     | 1    |
| 1972 | Sovjetisk Cup         | 1      |      |      |       |       |      |       |      |
| 1972 | OL                    |        | 2    | 1    |       |       | 3    |       |      |
| 1973 | EM                    | 2      |      | 1    |       | 2     | 1    | 2     |      |
| 1973 | Universiade           | 1      | 1    | 1    | 1     |       | 1    |       |      |
| 1973 | Sovjetiske mesterskab | 1      |      |      |       |       |      |       |      |
| 1974 | VM                    | 2      | 2    |      | 2     | 1     | 2    | 2     |      |
| 1974 | Sovjetiske mesterskab | 1      |      | 1    | 1     |       | 3    | 1     |      |
| 1974 | Sovjetisk Cup         | 1      |      |      |       |       |      |       |      |
| 1975 | World Cup             | 1      |      | 2    | 2     |       |      | 1     |      |
| 1975 | EM                    | 1      |      | 1    | 2     |       | 1    | 1     | 1    |
| 1975 | Sovjetiske mesterskab |        |      | 1    |       |       |      |       | 1    |
| 1976 | OL                    | 1      | 2    | 1    | 3     | 1     | 1    | 2     |      |
| 1977 | World Cup             | 1      |      | 1    |       | 1     | 2    | 1     |      |
| 1978 | VM                    | 1      | 2    |      |       | 1     | 2    | 2     |      |
| 1978 | Sovjetisk Cup         | 3      |      |      |       |       |      |       |      |
| 1979 | VM                    |        | 1    |      |       |       | 2    |       |      |
| 1979 | Sovjetiske mesterskab | 3      |      |      |       |       | 3    |       |      |
| 1980 | OL                    | 2      | 1    | 2    |       |       | 1    |       | 3    |